# Bündnis 90/Die Grünen Rheinland-Pfalz

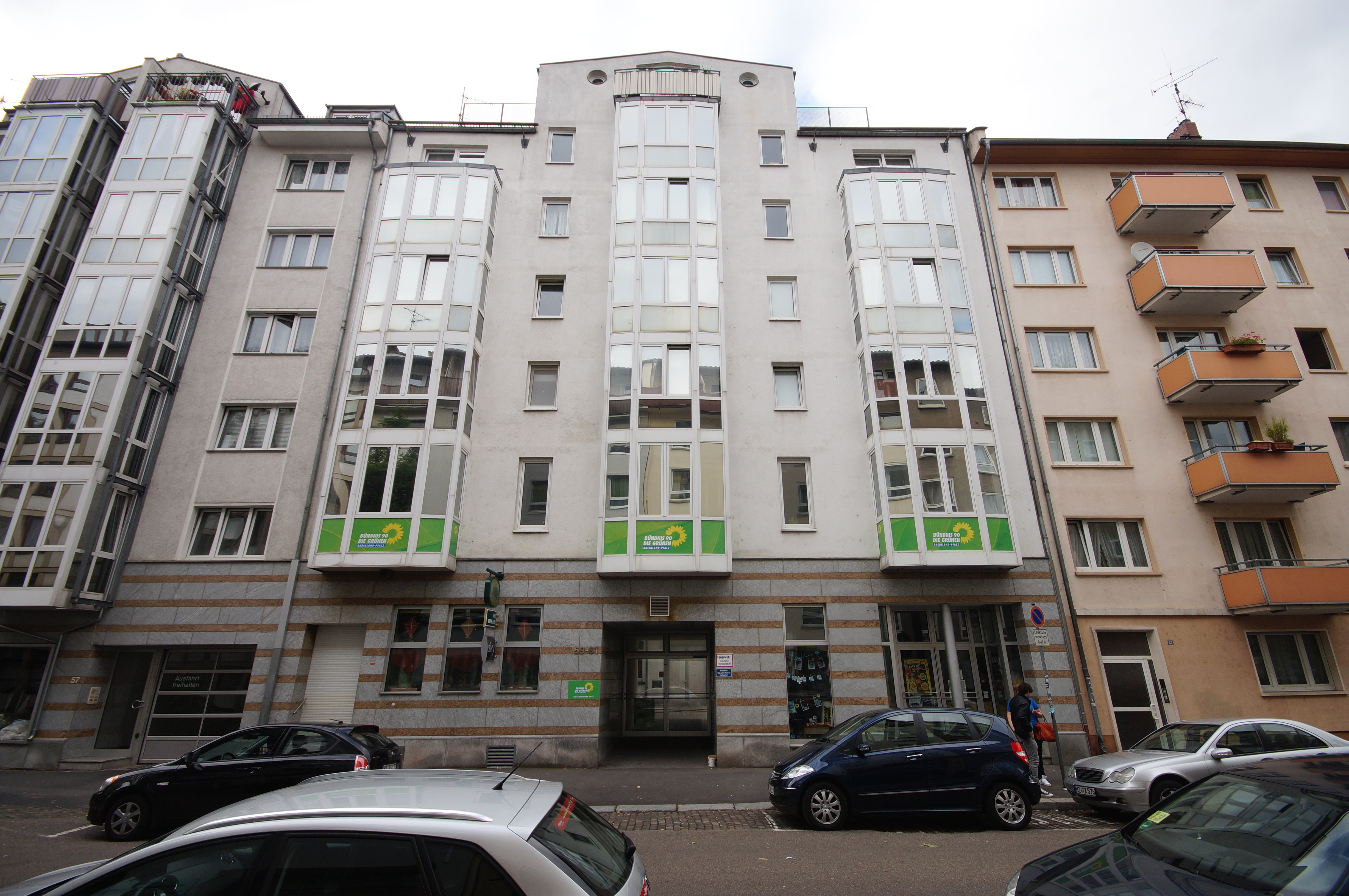
Die Landesgeschäftsstelle von Bündnis 90/Die Grünen Rheinland-Pfalz in Mainz-Neustadt

Bündnis 90/Die Grünen Rheinland-Pfalz  sind der Landesverband der Partei Bündnis 90/Die Grünen in Rheinland-Pfalz.

## Geschichte

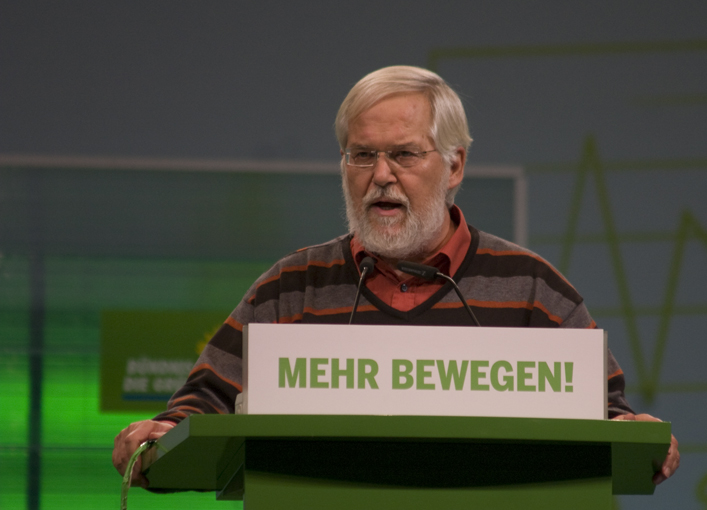
Der erste grüne Bundestagsabgeordnete aus Rheinland-Pfalz und ehemalige Landesvorsitzende, Roland Vogt (2008)

Am 30. September 1979 wurde die rheinland-pfälzische Landespartei „DIE GRÜNEN“ gegründet. Der erste Landesvorstand bestand aus Erhard Brune, Peter Keuer, Norbert Klein und Helga Vohwinckel. Zu diesem Zeitpunkt hatte der Landesverband 43 Mitglieder. Auf dem ersten Landesparteitag April 1980 in Mainz wurden Birgit Burchard, Peter Keuer, Norbert Klein, Gerhard Lausterer und Helga Vohwinckel gewählt. Die Anzahl der Mitglieder der Landespartei war mittlerweile auf 538 angewachsen.
1983 traten DIE GRÜNEN in Rheinland-Pfalz zum ersten Mal zu einer Landtagswahl an, scheiterten aber mit 4,5 % relativ knapp an der Fünf-Prozent-Hürde. Da DIE GRÜNEN aber bei der im selben Jahr stattfindenden Bundestagswahl mit 5,6 % in den Deutschen Bundestag einzogen, konnten auch die rheinland-pfälzischen Grünen mit Roland Vogt einen ersten Abgeordneten in den Bundestag entsenden. Aufgrund des Rotationsprinzips wurde er nach zwei Jahren von Willi Tatge abgelöst.
Bei den Kommunalwahlen in Rheinland-Pfalz 1984 konnten DIE GRÜNEN 210 Mandate in insgesamt 130 Kommunalparlamenten erreichen.
1987 gelang den GRÜNEN mit 5,9 % der erstmalige Einzug in den Landtag von Rheinland-Pfalz. Die erste Fraktion umfasste die Abgeordneten Gisela Bill, Harald Dörr, Gernot Rotter, Manfred Seibel und Horst Steffny. Gisela Bill wurde zur ersten Fraktionsvorsitzenden gewählt. Im selben Jahr zogen mit Uwe Hüser und der späteren FDP-Politikerin Heike Wilms-Kegel zwei Mitglieder des rheinland-pfälzischen Landesverbandes in den Deutschen Bundestag ein.
Wegen des Scheiterns der GRÜNEN im Wahlgebiet Westdeutschland bei der Bundestagswahl 1990 konnte der rheinland-pfälzische Landesverband keine Abgeordneten in den Bundestag entsenden.
1991 gelang der Partei der Wiedereinzug in den Landtag. Allerdings zogen lediglich Bill und Dörr erneut in den Landtag ein, während mit Erika Fritsche, Friedel Grützmacher, Michael Henke, Dietmar Rieth und Manfred Seibel fünf neue grüne Politiker ein Mandat erhielten. Obwohl das Wahlergebnis auch eine rot-grüne Koalition zugelassen hätte, entschied sich der Spitzenkandidat der SPD, Rudolf Scharping, für eine sozialliberale Koalition, so dass DIE GRÜNEN in der Opposition verblieben. Gisela Bill wurde abermals zur Fraktionsvorsitzenden gewählt. In der Mitte der Wahlperiode wurde sie jedoch von Friedel Grützmacher abgelöst.
1993 änderte der Landesverband seinen Namen in „BÜNDNIS 90/DIE GRÜNEN Rheinland-Pfalz“, da sich im Vorfeld die Bundespartei DIE GRÜNEN und Bündnis 90 zusammengeschlossen hatten. Durch den Einzug der vereinigten Bundespartei 1994 in den Bundestag, erhielten mit Ulrike Höfken und Christian Sterzing abermals zwei Parteimitglieder des Landesverbandes ein Bundestagsmandat. Am 13. November 1994 wurde zudem das Grüne Jugendbündnis Rheinland-Pfalz (GJB) gegründet.
Auch 1996 gelang der Einzug in das Landesparlament. Weiterhin gehörten Gisela Bill, Friedel Grützmacher und Dietmar Rieth der Fraktion an. Neu hinzugekommen waren Ise Thomas, Elke Kiltz, Guido Dahm und Bernhard Braun. Trotz des Zuwachses im grünen Wahlergebnis blieb die SPD (nunmehr unter Ministerpräsident Kurt Beck als Parteivorsitzender) bei der Wahl der FDP als Koalitionspartnerin, nicht zuletzt weil ein schlechteres SPD-Ergebnis keine Mehrheit für rot-grün ermöglichte.
1998 zogen abermals Höfken und Sterzing für die rheinland-pfälzischen Grünen in den Bundestag ein. Nach der Bundestagswahl kam es zur Bildung der ersten rot-grünen Bundesregierung unter Bundeskanzler Gerhard Schröder (SPD).
1999, als die neue rot-grüne Bundesregierung die deutsche Beteiligung am Kosovo-Krieg beschlossen hatte, erlitt der Landesverband bei den Kommunalwahlen starke Stimmenverluste. Landesweit erreichten die Grünen nur mehr 5,0 %. Erstmals seit Gründung der Landespartei begannen die Mitgliederzahlen zu sinken.

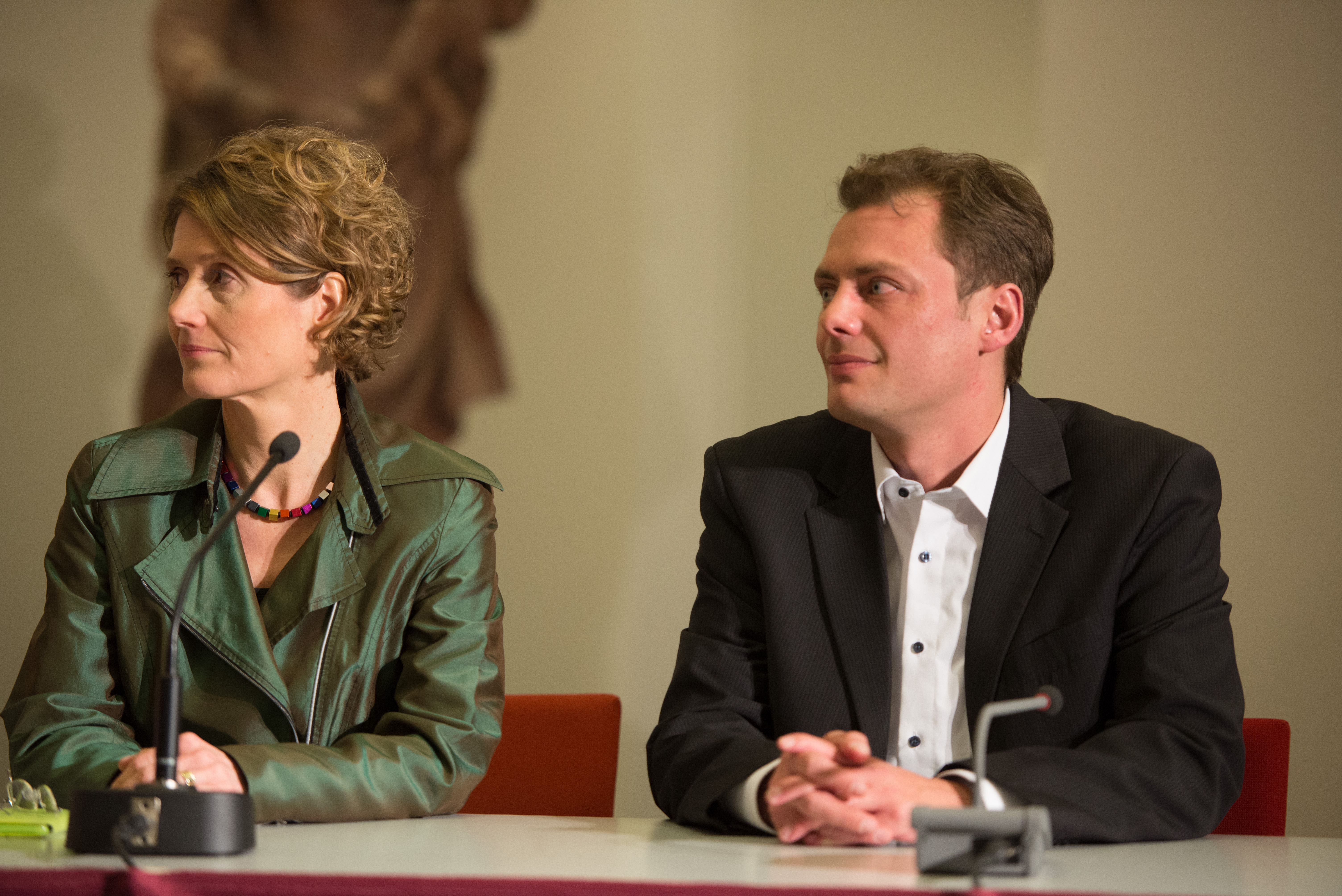
Daniel Köbler und Eveline Lemke (2016)

Bei der Landtagswahl in Rheinland-Pfalz 2001 konnten die Bündnisgrünen 5,2 % auf sich vereinigen. Mit Bernhard Braun, Friedel Grützmacher, Elke Kiltz, und Ise Thomas gehörte die Mehrheit der alten wie der neuen Fraktion an. Reiner Marz und Nils Wiechmann komplettierten die nunmehr nur noch sechs grüne Abgeordnete umfassende Fraktion. Wie im Jahr 1991 wurde auch 2001 die rechnerische Mehrheit für ein potenzielles rot-grünes Bündnis nicht genutzt, da der rheinland-pfälzische Ministerpräsident Kurt Beck, ebenso wie sein Vorgänger Scharping, einer Koalition mit der FDP den Vorzug gab.
Eine Satzungs- und Strukturreform im Herbst jenes Jahrs verkleinerte den Landesvorstand von acht auf nunmehr nur drei Mitglieder. Das Gremium des Landeshauptausschusses, in dem jeder Kreisverband unabhängig seiner Größe mit einem Sitz vertreten war, wurde durch einen neuen Parteirat ersetzt: zwölf Mitglieder, die von der Landesdelegiertenversammlung gewählt wurden, wurden hier dem Landesvorstand zur Seite gestellt.
Im Jahr 2002 wurde die Fortsetzung der rot-grünen Koalition auf Bundesebene auch aufgrund des guten Abschneidens der Grünen ermöglicht. Die grüne Landespartei erreichte mit 7,9 % in Rheinland-Pfalz ihr bestes Ergebnis und entsandte Ulrike Höfken und Josef Winkler als Bundestagsabgeordnete nach Berlin.
Bei den Kommunalwahlen 2004 erreichten die Grünen landesweit 7,1 % und 539 Mandate. Bei der zeitgleich stattfindenden Europawahl erreichte der Landesverband 9,1 %.

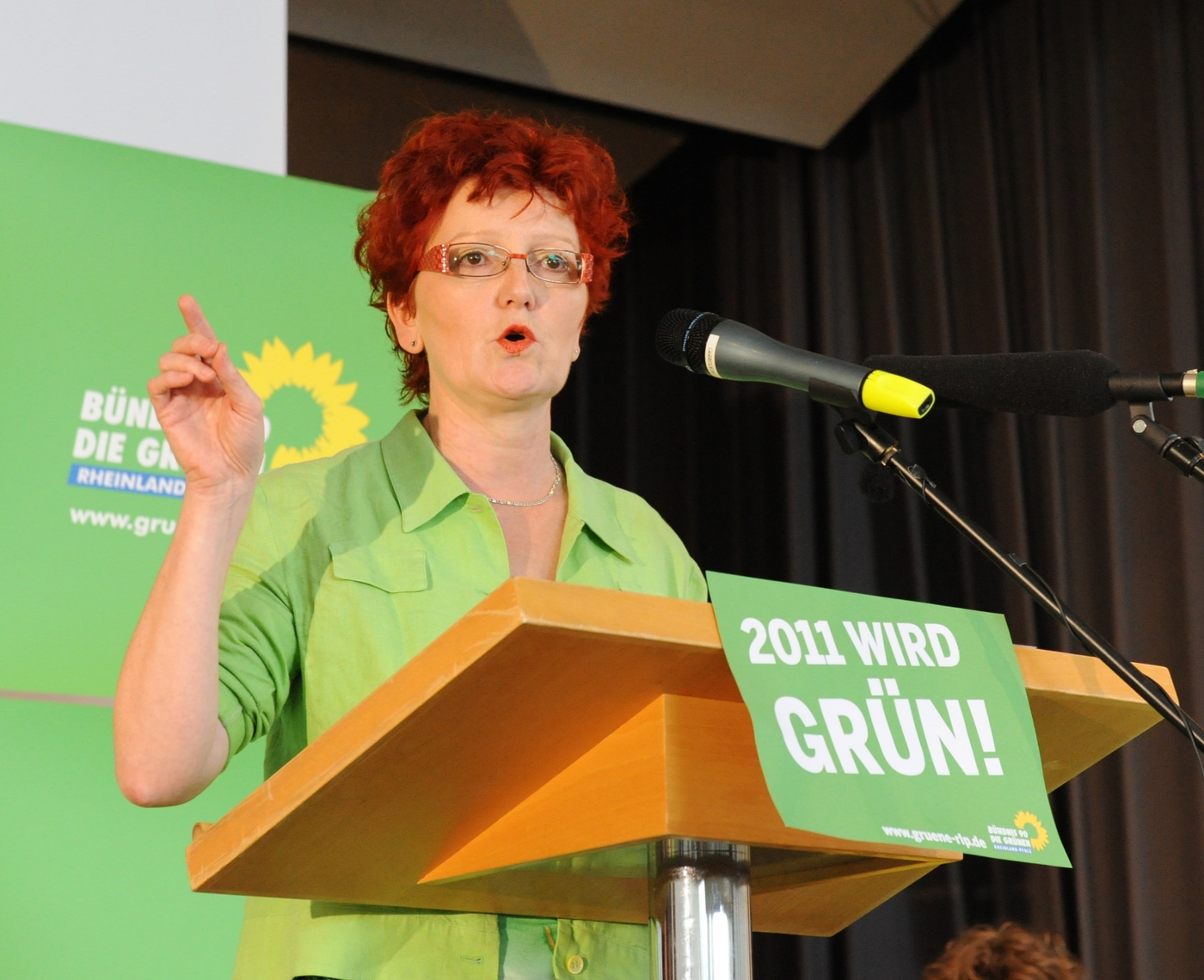
Ise Thomas (2010), ehemalige Vorsitzende der grünen Fraktion im Landtag von Rheinland-Pfalz

Zur Landtagswahl in Rheinland-Pfalz 2006 traten die Bündnisgrünen wie schon 2001 mit ihrer damaligen Fraktionsvorsitzenden Ise Thomas als Spitzenkandidatin an. Allerdings wurde der Wiedereinzug in den Landtag mit 4,6 % knapp verpasst. Der damalige Landesvorstand, bestehend aus Manfred Seibel, Tabea Rößner und Britta Steck, trat sechs Monate nach der Wahlniederlage zurück. Als neuer Landesvorstand wurden Eveline Lemke, Nils Wiechmann und Britta Steck gewählt. Zwei Jahre später trat Nils Wiechmann nicht mehr zur Wiederwahl in den Vorstand an und wurde durch Daniel Köbler ersetzt.
Die Europa- und Kommunalwahlen 2009 brachten den Grünen weitere Gewinne gegenüber 2004. In den Bundestagswahlen im Herbst jenes Jahres konnten die Rheinland-Pfälzer erstmals drei grüne Abgeordnete in den Bundestag senden: neben Ulrike Höfken und Josef Winkler gewann Tabea Rößner einen Sitz in Berlin.
Bei der Landtagswahl in Rheinland-Pfalz 2011 gelang es den Grünen mit ihren Spitzenkandidaten Eveline Lemke und Daniel Köbler sowohl den Wiedereinzug in das Landesparlament als auch mit 15,4 % ihr bestes Ergebnis bei einer Landtagswahl in Rheinland-Pfalz zu erreichen. Da die SPD aus dieser Wahl zwar als stärkste Partei hervorging, ihre absolute Landtagsmehrheit jedoch verlor, kam es zur Bildung der ersten rot-grünen Landesregierung in Rheinland-Pfalz. Eveline Lemke wurde im Kabinett Beck V stellvertretende Ministerpräsidentin und Ministerin für Wirtschaft, Klimaschutz, Energie und Landesplanung. Ministerin für Umwelt, Landwirtschaft, Ernährung, Weinbau und Forsten wurde Ulrike Höfken, die dafür aus dem Bundestag ausschied. Für sie rückte Tobias Lindner in den Bundestag nach. Des Weiteren stellten die Grünen mit Irene Alt die Ministerin für Integration, Familie, Kinder, Jugend und Frauen. Im Dezember 2012 beschloss die Landesdelegiertenversammlung erneut eine Satzungsreform. Der Landesvorstand wurde um zwei Beisitzerposten auf 5 Mitglieder erweitert, und der Parteirat wurde abgeschafft. Als kleineres Gremium zwischen den Landesdelegiertenversammlungen wurde ein Kleiner Parteitag eingeführt.
Mit 9,5 % erzielten die Grünen im Mai 2014 ihr bestes Ergebnis bei Kommunalwahlen in Rheinland-Pfalz. Mit 25 zusätzlichen Mandaten konnten sie erstmals in allen Kreistagen vertreten sein. Bei den Kommunalwahlen oder in den anschließenden Stichwahlen im Juni konnten die Grünen ebenfalls neun Direktmandate als ehrenamtliche Ortsvorsteher bzw. -bürgermeister gewinnen.
Bei der Landtagswahl in Rheinland-Pfalz 2016 mussten die Partei hohe Verluste hinnehmen und übersprang mit 5,3 % nur knapp die 5-Prozent-Hürde. Die Grünen blieben jedoch in der Landesregierung, diesmal in einer Ampel-Koalition mit SPD und FDP. Im Kabinett entfiel die Position einer stellv. Ministerpräsidentin für die Grünen. Ministerin für Umwelt, Energie, Ernährung und Forsten blieb in etwas anderem Themenzuschnitt Ulrike Höfken, das ebenfalls etwas veränderte Ministerium für Familie, Frauen, Jugend, Integration und Verbraucherschutz wurde von Ministerin Anne Spiegel geleitet. Die erneute Satzungs- und Strukturreform im Herbst jenes Jahrs führte zu einem geschäftsführenden Landesvorstand mit drei hauptamtlichen Mitgliedern, als beratendes Gremium dient der erweiterte Landesvorstand mit neun ehrenamtlichen Mitgliedern. Der Kleine Parteitag wurde abgeschafft, an seine Stelle trat die Kreisvorständekonferenz mit je einem Delegierten aus jedem Kreisverband.
Die Partei erreichte bei der Landtagswahl in Rheinland-Pfalz 2021 mit der Spitzenkandidatin Anne Spiegel 9,3 % der Zweitstimmen und wurde damit drittstärkste Kraft. Die GRÜNEN bilden erneut gemeinsam mit der SPD und der FDP eine Ampel-Koalition. Anne Spiegel war bis zu ihrem Wechsel in die Bundespolitik stellvertretende Ministerpräsidentin sowie Ministerin für Klimaschutz, Umwelt, Energie und Mobilität im Kabinett Dreyer III. Katharina Binz erlangte das erste GRÜNE Direktmandat im Wahlkreis Mainz I und wurde Ministerin für Familie, Frauen, Kultur und Integration.

## Kreisverbände
In Rheinland-Pfalz existieren 35 Kreisverbände von Bündnis 90/Die Grünen:

Ahrweiler, Altenkirchen, Alzey-Worms, Bad Dürkheim, Bad Kreuznach, Bernkastel-Wittlich, Birkenfeld, Bitburg-Prüm, Cochem-Zell, Donnersberg (früher: Donnersbergkreis), Frankenthal, Germersheim, Kaiserslautern, Koblenz (Stadt), Kusel, Landau, Ludwigshafen (Stadt), Mainz (Stadt), Mainz-Bingen, Mayen-Koblenz, Neustadt/W., Neuwied, Pirmasens-Wasgau, Rhein-Hunsrück, Rhein-Lahn, Rhein-Pfalz (früher: Ludwigshafen-Land), Südliche Weinstraße, Südwestpfalz, Speyer, Trier (Stadt), Trier-Saarburg (Landkreis), Vulkaneifel, Westerwald, Worms (Stadt) und Zweibrücken.
Der Kreisverband Kaiserslautern wurde 2017 aus dem Kreisverbänden Kaiserslautern-Land und Kaiserslautern-Stadt gebildet.

## Ministerinnen in der Landesregierung
Bündnis 90/Die Grünen stellen in der aktuellen Landesregierung von Rheinland-Pfalz zwei Landesministerinnen.
| Name           | Ämter                                                      |
| -------------- | ---------------------------------------------------------- |
| Katrin Eder    | Ministerium für Klimaschutz, Umwelt, Energie und Mobilität |
| Katharina Binz | Ministerium für Familie, Frauen, Kultur und Integration    |

## Fraktion
1987 bis 2006 waren DIE GRÜNEN bzw. ab 1993 Bündnis 90/Die Grünen in Fraktionsstärke im Landtag von Rheinland-Pfalz vertreten. 2006 bis 2011 stellte die Partei keine Landtagsabgeordneten. Seit 2011 ist Bündnis 90/Die Grünen erneut in Fraktionsstärke im Landtag vertreten.

### Fraktionsvorsitzende

Pia Schellhammer (2021), Vorsitzende der grünen Fraktion im Landtag von Rheinland-Pfalz

| Zeitraum  | Vorsitzender        |
| --------- | ------------------- |
| 1987–1993 | Gisela Bill         |
| 1993–1996 | Friedel Grützmacher |
| 1996–2006 | Ise Thomas          |
| 2011–2016 | Daniel Köbler       |
| 2016–2023 | Bernhard Braun      |
| seit 2023 | Pia Schellhammer    |

### Aktuelle Zusammensetzung
Im 18. Landtag von Rheinland-Pfalz ist die Fraktion von Bündnis 90/Die Grünen mit insgesamt neun Abgeordneten, davon vier Frauen und fünf Männer, vertreten.

#### Fraktionsvorstand
- Pia Schellhammer, Fraktionsvorsitzende
- Lea Heidbreder, stellvertretende Fraktionsvorsitzende
- Daniel Köbler, stellvertretender Fraktionsvorsitzender
- Carl-Bernhard von Heusinger, parlamentarischer Geschäftsführer

#### Weitere Abgeordnete
- Fabian Ehmann
- Bernhard Braun
- Jutta Blatzheim-Roegler
- Lisett Stuppy
- Josef Winkler

## Landtagswahlergebnisse
| Landtagswahlergebnisse | Landtagswahlergebnisse | Landtagswahlergebnisse | Landtagswahlergebnisse          |
| Jahr                   | Stimmen                | Sitze                  | Spitzenkandidatur               |
| ---------------------- | ---------------------- | ---------------------- | ------------------------------- |
| 1983                   | 4,5 %                  | 0                      |                                 |
| 1987                   | 5,9 %                  | 5                      | Gisela Bill                     |
| 1991                   | 6,5 %                  | 7                      |                                 |
| 1996                   | 6,9 %                  | 7                      | Ise Thomas                      |
| 2001                   | 5,2 %                  | 6                      | Ise Thomas                      |
| 2006                   | 4,6 %                  | 0                      | Ise Thomas                      |
| 2011                   | 15,4 %                 | 18                     | Eveline Lemke und Daniel Köbler |
| 2016                   | 5,3 %                  | 6                      | Eveline Lemke und Daniel Köbler |
| 2021                   | 9,3 %                  | 10                     | Anne Spiegel                    |

## Bundestagswahlergebnisse des Landesverbandes Rheinland-Pfalz seit 1980
| Bundestagswahlergebnisse | Bundestagswahlergebnisse | Bundestagswahlergebnisse         | Bundestagswahlergebnisse | Bundestagswahlergebnisse |
| Jahr                     | Stimmenanzahl            | Stimmenanteil in Rheinland-Pfalz | Sitze                    |                          |
| ------------------------ | ------------------------ | -------------------------------- | ------------------------ | ------------------------ |
| 1980                     | 33.500                   | 1,4 %                            | 0                        |                          |
| 1983                     | 113.185                  | 4,5 %                            | 1                        |                          |
| 1987                     | 183.602                  | 7,5 %                            | 2                        |                          |
| 1990                     | 95.596                   | 4,0 %                            | 0                        |                          |
| 1994                     | 150.630                  | 6,2 %                            | 2                        |                          |
| 1998                     | 152.009                  | 6,1 %                            | 2                        |                          |
| 2002                     | 190.645                  | 7,9 %                            | 2                        |                          |
| 2005                     | 172.900                  | 7,3 %                            | 2                        |                          |
| 2009                     | 211.971                  | 9,7 %                            | 3                        |                          |
| 2013                     | 169.372                  | 7,6 %                            | 3                        |                          |
| 2017                     | 179.233                  | 7,6 %                            | 3                        |                          |
| 2017                     | 179.233                  | 7,6 %                            | 3                        |                          |
| 2021                     | 293.135                  | 12,6 %                           | 5                        |                          |
| 2025                     | 256.869                  | 10,3 %                           | 4                        |                          |

## Rheinland-pfälzische Abgeordnete der Grünen in anderen Parlamenten

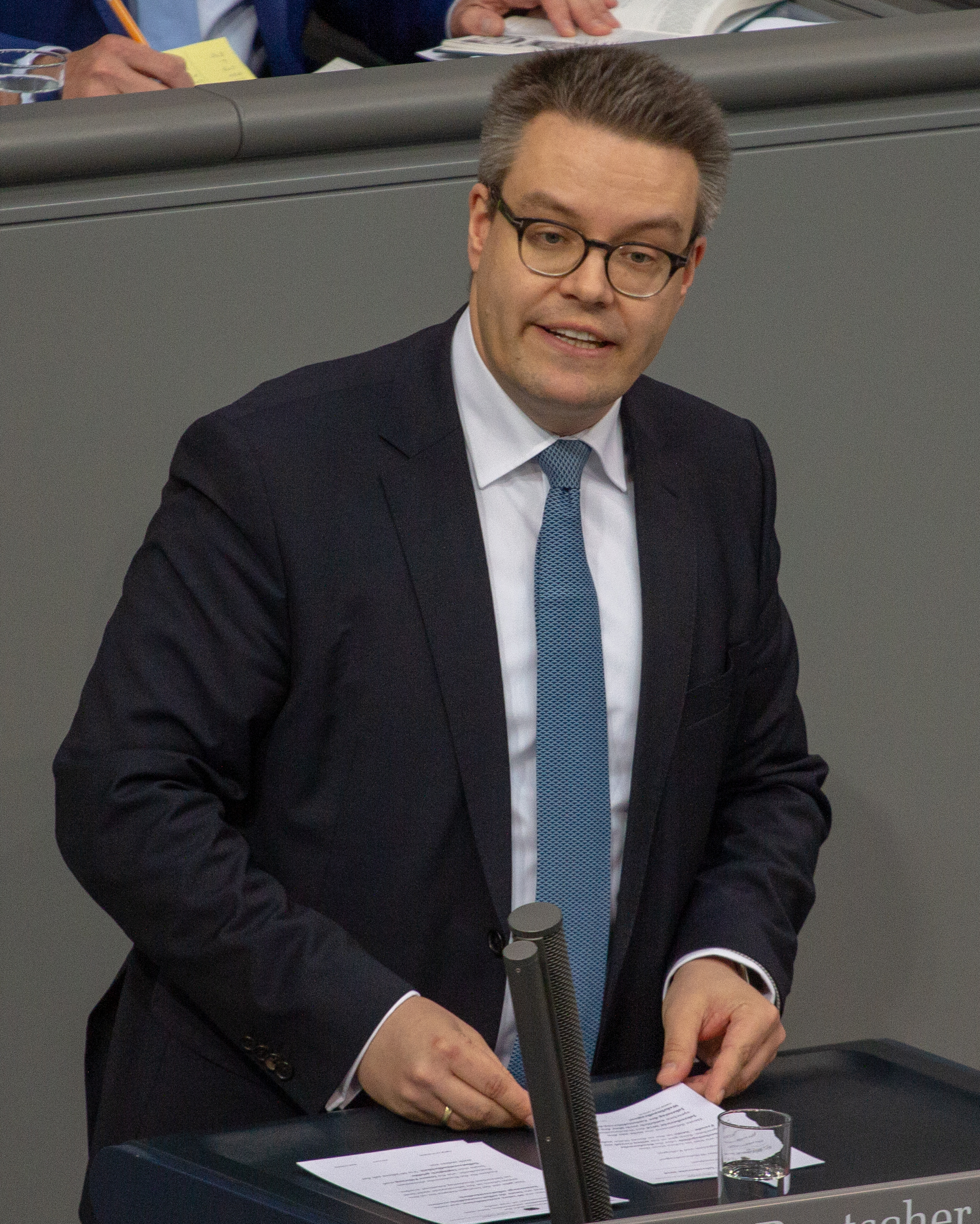
Tobias Lindner während einer Plenarsitzung (2019)

### Deutscher Bundestag
Der rheinland-pfälzische Landesverband von Bündnis 90/Die Grünen ist mit vier Abgeordneten im 21. Deutschen Bundestag vertreten.
- Misbah Khan
- Armin Grau
- Corinna Rüffer
- Julian-Béla Joswig

### Europäisches Parlament
Bündnis 90/Die Grünen Rheinland-Pfalz ist mit einer Abgeordneten im Europäischen Parlament vertreten.
- Jutta Paulus

## Landesvorsitzende
| Zeitraum                           | Name                                      |
| ---------------------------------- | ----------------------------------------- |
| 1986–1987                          | Roland Vogt                               |
| 1991–1994                          | Ulrike Höfken                             |
| 1992–1994                          | Christian Sterzing                        |
| 1994–1996                          | Ursula Radwan und Mehdi Jafari Gorzini    |
| 1996–2000                          | Gabriele Schorzmann-Bayer und Reiner Marz |
| 2000–2001                          | Fred Konrad                               |
| 2001 – November 2006               | Tabea Rößner und Manfred Seibel           |
| November 2006 – 8. November 2008   | Eveline Lemke und Nils Wiechmann          |
| 8. November 2008–2011              | Eveline Lemke und Daniel Köbler           |
| 18. Juni 2011 – 20. April 2013     | Britta Steck und Uwe Diederichs-Seidel    |
| 20. April 2013 – 10. Dezember 2016 | Katharina Binz und Thomas Petry           |
| 10. Dezember 2016 – 20. Mai 2017   | Katharina Binz und Josef Winkler          |
| 20. Mai 2017 – 23. November 2019   | Jutta Paulus und Josef Winkler            |
| 23. November 2019 – 12. März 2022  | Misbah Khan und Josef Winkler             |
| seit 12. März 2022                 | Natalie Cramme-Hill und Paul Bunjes       |

## Kommunalpolitik

### Erste Bürgermeister
Die Partei Bündnis 90/Die Grünen stellt aktuell in Rheinland-Pfalz acht Bürgermeister. Diese umfassen sowohl hauptamtliche als auch ehrenamtliche Bürgermeister in verschiedenen Kommunen des Landes.
| Namen               | Kommune       | Amt                 | Anmerkung                           |
| ------------------- | ------------- | ------------------- | ----------------------------------- |
| Ilona Volk          | Schifferstadt | Bürgermeisterin     |                                     |
| Björn Ingendahl     | Remagen       | Bürgermeister       | Parteilos, von den Grünen nominiert |
| Alfred Wirtz        | Ralingen      | Ortsbürgermeister   |                                     |
| Matthias Hoffmann   | Römerberg     | Ortsbürgermeister   |                                     |
| Martin Schmitt      | Monreal       | Ortsbürgermeister   |                                     |
| Thorsten Rothgerber | Gleisweiler   | Ortsbürgermeister   |                                     |
| André Szybalsky     | Oberweis      | Ortsbürgermeister   |                                     |
| Simone Bopp-Schmid  | Burgsponsheim | Ortsbürgermeisterin |                                     |